# Erik Acharius
Erik Acharius (10 d'octubre de 1757, Gävle – 14 d'agost de 1819) va ser un botànic suec i pioner en la taxonomia dels líquens.
Acharius es va matricular a la Universitat d'Uppsala l'any 1773 i va ser un dels darrers alumnes de Linnaeus. Treballà per la Reial Acadèmia Sueca de Ciències i completà estudis a Lund el 1782. Treballà de metge a Vadstena.
Publicà diversos treballs sobre els líquens: Lichenographiae Suecia prodromus (1798), Methodus lichenum (1803), Lichenographia universalis (1810), Synopsis methodica lichenum (1814).
Reben el seu nom en honor seu: el gènere de plantes Acharia, diverses plantes com Rosa acharii i Conferva acharii i un insecte, Tortrix achariana. Hi ha una medalla Acharius en liquenologia.
Abreviatura estàndard:Ach.

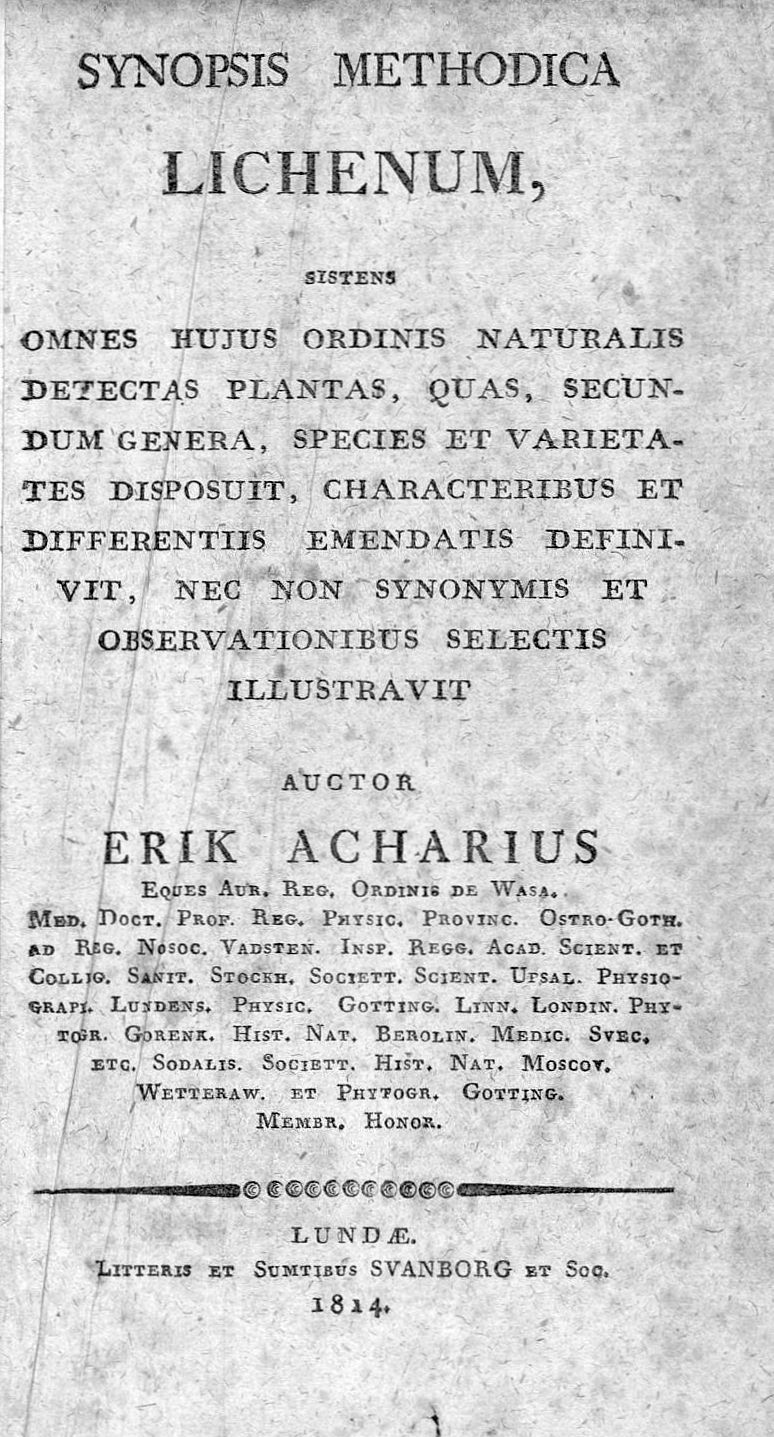
Synopsis methodica lichenum, 1814